# コミッショナー
コミッショナー（commissioner）とは、プロスポーツの統括組織における最高の権限を有する責任者の称号。
なお、英語のコミッショナー（Commissioner）には、以下の意味もある。
- 欧米における植民地や属国での業務を行う弁務官（Commissioner）または高等弁務官（high commissioner）。
- 政府機関の長官。例えば日本政府における外局の長官は、commissionerと英訳される。（例：文化庁長官　Commissioner for Cultural Affairs）
- 政府機関の調査機関・諮問機関である委員会（commission）の委員。（例：公正取引委員　Commissioner of the Fair Trade Commission）

日本語でプロスポーツの統括組織における最高責任者にこれらの訳は当てられず、「コミッショナー」の語は外来語として、もっぱら野球やボクシング、バスケットボールなどのプロスポーツにおいて、選手権やリーグなどの最高運営責任者の意に用いられるため、本項においてもこれに従って解説する。

## 統一コミッショナー
フィリピンでは大統領府直轄として国内のあらゆるプロスポーツを管轄する競技娯楽委員会（GAP）が組織されており、チェアマン1人とコミッショナー2人の体制で運営されている。
日本では1990年12月、財団法人日本プロスポーツ協会が発足し櫻内義雄が初代会長に就任。あらゆるプロスポーツの統一コミッショナー的役割を果たす。2002年一時的に柳川覚治を経て、同年夏森喜朗が後任に就く。2009年の森退任後は小池唯夫が会長代行となり、2010年に島村宜伸が就任。

## 野球
プロ野球においては、最高責任者をコミッショナーと呼ぶ場合が多い。
MLBにおいて1919年に起こったブラックソックス事件をきっかけに、判事のケネソー・マウンテン・ランディスを、絶対的裁量権を有する「コミッショナー」として迎えいれたのが始まりとされている。
日本プロ野球（NPB）でも1951年にコミッショナー制度が成立した。
また、独立リーグの四国アイランドリーグ（現四国アイランドリーグplus）では、創設者であり株式会社IBLJ初代社長でもある石毛宏典が2007年12月までコミッショナーを務めていたが、石毛の退任後はコミッショナーを置いていない。

## ボクシング
プロボクシングの場合、最古の世界王座認定団体であるWBAが定めた「1国1コミッション」の大原則の下、それぞれの国で統括され、コミッショナーは国内でのすべての試合を指揮・監督する。ただしWBA発祥国であるアメリカ合衆国のみ各州ごとにコミッション（1州1コミッション）が存在する（これらのコミッションの扱いを巡りWBCがWBAから離反するきっかけとなる）。また、1990年代に入ると、WBAの弱体化もありメキシコやインドネシア、韓国など大原則が崩れてコミッションが乱立する国も現れている。
日本でも1952年に日本ボクシングコミッション（JBC）が設立され、コミッションルール第1部第1章「コミッショナーの権能」にて明記されている。
「1国1コミッション」の原則に反する形でJBCに対抗し存立したIBF日本（IBF・JAPAN）の初代コミッショナーに柳川次郎が就任し数年間務め、その後は池田ボクシングジムオーナーでもある池田久が務めた。
JBCが女子ボクシング認可以前に存立した日本女子ボクシング協会（JWBC）では自民党代議士高市早苗がコミッショナーとしてJWBCが発展的に解消するまで務めた。

## バスケットボール
プロバスケットボールでも、最高責任者をコミッショナーと呼ぶ場合が多く、NBAでは2014年からアダム・シルバーが務めている。当初は「会長」だったが、1967年より「コミッショナー」となった。
日本でもプロリーグ発足の先頭に立ち、株式会社日本プロバスケットボールリーグの初代社長も務めた河内敏光が初代bjリーグコミッショナーに就任している。なお、bjリーグの後身として2016年にNBLと統合により発足されたB.LEAGUEの最高責任者はコミッショナーではなく「チェアマン」と表現している。

## プロレス
プロレス界では、日本プロレスの時代は政治家が務める事が多かった。初代の大野伴睦は元衆議院議長・自由民主党副総裁であり、第二代川島正次郎・第三代椎名悦三郎も自民党の衆議院議員である（なぜか自民党副総裁に縁があり、大野・川島・椎名と後の二階堂は皆自民党副総裁の経験者である）。なお、日本プロレスリングコミッション設立前は、日本プロレス協会会長の酒井忠正が事実上のコミッショナーとして職責を担ったが、酒井も旧貴族院の伯爵議員であった。日本プロレス時代のコミッショナーは厳密には「日本プロレス界全体の」コミッショナーを称していた。東京プロレスや国際プロレスからも団体発足時に認可申請があったが、日本プロレスの工作によりこれら団体の認可は実現せず、日本プロレスのみを認可団体として推移するうちに日本プロレスが崩壊、コミッショナーも活動を停止した。法律的には、日本国内において、プロレス興行を行うにあたり、認可は必要とされていない。
1979年2月、新日本プロレスは国際プロレスとともに二階堂進をコミッショナーとして推戴することを発表したが、これは当時存在した三団体の一つである全日本プロレスに全く相談なしに行われたもので、全日本はこれを認めなかったばかりか全日本と新日本の関係がますます悪化することになった。全日本は創立直後にタイトルやリーグ戦の認定・管理機関としてPWF (Pacific Wrestling Federation) を設立しており、プロレス夢のオールスター戦に際してジャイアント馬場・アントニオ猪木・二階堂進で写った写真には、二階堂のカウンターパートとしてPWF会長のロード・ブレアースが一緒に写っている。なお、日本プロレス・新日本プロレスに擁立された各コミッショナーは、女子プロレスは管轄していない（「全日本女子プロレスリング協会」が管轄）。新日本・国際のコミッショナーはその後自然消滅したが、PWFはいまだ存続している。
なお当時、プロレスの試合に「ブック」（シナリオ）が存在することは、当のプロレス会社重役ですら限られた者にしか伝えていないほどだったので、コミッショナーも関知していなかった可能性が大きい。やがてブックの存在が公然の秘密になるに従い、有力政治家がプロレス運営に関与することはなくなっていく。
近年では2002年旗揚げのKAIENTAI DOJOなどにコミッショナーが存在、タイトル等の管理委員など色々な役割を兼務している。プロレス団体の連合組織としてグローバル・レスリング連盟が発足したが、初代会長がプロレスリング・ノア社長の三沢光晴であり、業界団体にとどまらずコミッショナー的な役割を果たすにはまだまだ課題が多く（ただ、それまでの日本プロレス界には業界団体すらなかったのだが）、2009年の三沢の急死後の後継人事も未定である。
かつてのアメリカのプロレス界では、NWAのような各地の団体の連合組織が存在しており、その会長が加盟団体にとっていわばコミッショナーであった。NWAの主な会長には、サム・マソニック、フリッツ・フォン・エリック、ボブ・ガイゲル、ジム・クロケット・ジュニアなどがいる。

### 歴代コミッショナー

#### 日本プロレス時代
- 日本プロレス協会会長:酒井忠正（元伯爵・貴族院議員、横綱審議委員会委員長）-コミッショナー格

##### 日本プロレスリングコミッション
- 初代:大野伴睦（衆議院議員・元衆議院議長、当時自民党副総裁）
- 第二代:川島正次郎（衆議院議員、後の自民党副総裁）
- 第三代:椎名悦三郎（衆議院議員・元外相、後の自民党副総裁）

#### 新日本プロレス・国際プロレス
- 二階堂進（衆議院議員・官房長官、自由民主党副総裁）
- 野末陳平（参議院議員・税金党代表・放送作家・経済評論家）

#### 全日本女子プロレス
- 植田信治（元デイリースポーツ編集局長）
- 志生野温夫（元日本テレビアナウンサー、フリーアナウンサー）

#### KAIENTAI DOJO
- 中村吉晴
- 上原洋
- 矢郷良明
- 味方冬樹
- 296
- マイク佐藤

#### リアルジャパンプロレス
- 榛葉賀津也（参議院議員）

## 総合格闘技
日本の総合格闘技団体である「修斗」では1997年に日本修斗コミッションが設立され、浦田昇が二代目会長との兼任で初代コミッショナーに就任して以来2014年に死去するまで在職していた。2代目は佐藤信義。
2008年に発足された総合格闘技「SRC（戦極）」を統括する日本総合格闘技協会にも、コミッション委員会が設置されており、初代コミッショナーには井上幸彦元警視総監が就任した。
世界最大の総合格闘技団体である「UFC」でも過去にコミッショナーを設置していた時期があり、当時のベテラン選手ロン・ヴァン・クリフも務めたことがあった。しかし、運営母体がSEGからズッファに変わってからはコミッショナーは廃止された。
アメリカの州によっては、コミッションの認可が無くては、格闘技の興行ができない。例えば、ネバダ州では、ネバダ州アスレチック・コミッションの認可が必要である。

## ボーイスカウト
ボーイスカウトにおけるコミッショナーとは、スポーツ界における最高権威者ではなく、全国組織・地方組織において、特定分野を担任して指導にあたる役員のことである（ただしその任務は各国によって違いがある）。
スカウト運動の創生期より、創始者ロバート・ベーデン＝パウエル卿が、自らの代理者として活動方法・基準などの監督や相談に応じる「巡回監督（Traveling Inspector）」を任命したのがコミッショナー制度の始まりで、その後のスカウト運動の広がりを受け、1910年に「組織コミッショナー（Organizing Commissioner）」が正式に誕生した。
日本のスカウト運動におけるコミッショナーは、各組織におけるスカウト活動（教育）が、世界スカウト機構、日本連盟、都道府県連盟の方針と規定に従って展開されるように指導・助言を行い、教育・指導面の推進者・責任者としての任務を担っている。